# Work (chanson de Ciara)
Pour les articles homonymes, voir Work.
Singles de Ciara
Like a Surgeon
(2009) Ride
(2010)
Singles par Missy Elliott
Let's Just Do It
(2009) Fakin' It
(2009)
Work est une chanson de la chanteuse  américaine Ciara en duo avec la rappeuse Missy Elliott. La chanson issue de son troisième album studio Fantasy Ride a été écrite par Ciara Harris, Nate Hills, Marcella Araica et Missy Elliott. Le morceau est sorti en tant que troisième et dernier single de l'album le 24 juillet 2009.

## Liste des pistes
- CD single

1. Work – 4:05
2. Fit of Love – 3:18

- Téléchargement digital aux États-Unis[1]

1. Work – 4:05

## Crédits et personnels
- Auteur-compositeur – Ciara Harris, Nate Hills, Marcella Araica, Missy Elliott
- Réalisateur artistique – Danja, The Incredible Lago
- Mixage audio – Marcella « Ms. Lago » Araica

Crédits extraits du livret de l'album Fantasy Ride, LaFace Records.

## Classement hebdomadaire
| Classement (2009)              | Meilleure position |
| ------------------------------ | ------------------ |
| Australie (ARIA)               | 66                 |
| Irlande (IRMA)                 | 31                 |
| Suède (Sverigetopplistan)      | 46                 |
| Royaume-Uni (UK Singles Chart) | 52                 |